# Arros-de-Nay
Arros-de-Nay (en occitano Arròs de Nai) es una localidad y comuna francesa situada dentro del departamento de los Pirineos Atlánticos, en la región de Aquitania. 

El gentilicio francés para los oriundos de esta comuna es Arrosiens. Su población era de 728 habitantes, conforme al censo de 1999.

## Geografía
Las tierras de la comuna se encuentran bañadas por el río Luz, afluente del gave de Pau.

### Comunas limítrofes
- Saint-Abit y Boeil-Bezing al norte.
- Nay al este.
- Haut-de-Bosdarros y Bosdarros al oeste.
- Asson al sureste.
- Bruges-Capbis-Mifaget al suroeste.

## Demografía
| 1901 | 1962 | 1968 | 1975 | 1982 | 1990 | 1999 |
| ---- | ---- | ---- | ---- | ---- | ---- | ---- |
| 907  | 605  | 582  | 681  | 816  | 817  | 728  |